# A magyar állam tulajdonában álló műemlékek listája Heves vármegyében
Az alábbi lista a Heves vármegyében található, magyar állam tulajdonában álló, országos műemléki védettségű ingatlanokat tartalmazza.
 Az alábbi műemléki lista a Magyar Nemzeti Vagyonkezelő Zrt. nyilvántartásának 2013. szeptemberi állapotán alapul, az oldal tartalma csupán tájékoztató jellegű! Az országos műemléki nyilvántartás közhiteles forrása a Lechner Lajos Tudásközpont.
|  | Bővebben: Egri vár |

|  | Bővebben: Gárdonyi Géza Emlékmúzeum |

|  | Bővebben: Megyeháza (Eger) |

|  | Bővebben: Megyeháza (Eger) |

|  | Bővebben: Nagypréposti palota (Eger) |

|  | Bővebben: Egri vár |

|  | Bővebben: Egri vár |

|  | Bővebben: Egri minaret |

|  | Bővebben: Mátra Múzeum |

|  | Bővebben: Grassalkovich-kastély (Hatvan) |

|  | Bővebben: Kanázsvár |

|  | Bővebben: Siroki vár |

|  | Bővebben: Éleskővár |

|  | Bővebben: Gerenna-vár |